# Mattia Bevilacqua
Pour les articles homonymes, voir Bevilacqua.
Mattia Bevilacqua, né le 17 juin 1998 à Livourne, est un coureur cycliste italien.

## Biographie
Il met un terme à sa carrière cycliste à l'issue de la saison 2021.

## Palmarès
- 2016
  -  Champion d'Italie sur route juniors
  - 2e du Trophée de la ville de Loano
  - 2e du Trofeo San Rocco
- 2019
  - 3e du Gran Premio Montanino
  - 3e du Trofeo Viguzzolo

## Classements mondiaux
| Année           | 2017   | 2018   | 2019   |
| --------------- | ------ | ------ | ------ |
| UCI Europe Tour | 1 860e | 1 291e | 1 957e |